# KGHM Dialog Polish Indoors 2009
Il KGHM Dialog Polish Indoors 2009 è stato un torneo professionistico di tennis maschile giocato sul cemento, che faceva parte dell'ATP Challenger Tour 2009. Si è giocato a Breslavia, in Polonia dal 2 all'8 febbraio 2009.

## Partecipanti

### Teste di serie
| Nazionalità | Giocatore         | Ranking* | Testa di serie |
| ----------- | ----------------- | -------- | -------------- |
| Belgio      | Olivier Rochus    | 119      | 1              |
| Francia     | Adrian Mannarino  | 129      | 2              |
| Germania    | Michael Berrer    | 134      | 3              |
| Slovacchia  | Karol Beck        | 140      | 4              |
| Stati Uniti | Sam Warburg       | 144      | 5              |
| Francia     | Mathieu Montcourt | 145      | 6              |
| Colombia    | Santiago Giraldo  | 150      | 7              |
| Russia      | Michail Elgin     | 151      | 8              |

- Ranking al 19 gennaio 2009.

### Altri partecipanti
Giocatori che hanno ricevuto una wild card:
- Marcin Gawron
- Jerzy Janowicz
- Michał Przysiężny
- Artur Romanowski

Giocatori passati dalle qualificazioni:
- Victor Ioniţă
- Dawid Olejniczak
- Philipp Oswald
- Robin Vik
- Aleksandr Kudrjavcev (Lucky Loser)

## Campioni

### Singolare
Michael Berrer ha battuto in finale  Aleksandr Kudrjavcev con il punteggio di 6–3, 6–4

### Doppio
Sanchai Ratiwatana /  Sonchat Ratiwatana hanno battuto in finale  Benedikt Dorsch /  Sam Warburg con il punteggio di 6–4, 3–6, [10–8]